# Eremomidas sultan
Eremomidas sultan är en tvåvingeart som först beskrevs av Semenov 1922.  Eremomidas sultan ingår i släktet Eremomidas och familjen Mydidae. Inga underarter finns listade i Catalogue of Life.